# Regenwormen
Regenwormen (Lumbricidae) zijn een familie van ongewervelde dieren die behoren tot de ringwormen (Annelida). Regenwormen behoren tot de oligochaeten, een groep van wormen die de zee verlaten hebben en in zoetwater maar ook op het land kunnen leven. Regenwormen komen wereldwijd algemeen voor, uitgezonderd in droge klimaten en op Antarctica.
Meestal zijn ze in grote aantallen te vinden, enkele soorten zijn zelfs uitgezet om de bodemstructuur te verbeteren. Regenwormen hebben door het graven van tunnels en het afbreken van plantaardig materiaal een grote invloed op de bodemstructuur. Wereldwijd zijn er ongeveer 670 soorten regenwormen bekend, die in lengte variëren van enkele centimeters tot decimeters.
Bij het trillen van de bodem kruipen de regenwormen uit de grond. Dit kan door de loopbewegingen van dieren worden veroorzaakt of door menselijk handelen zoals met behulp van een stok of greep. Onder natuurlijke omstandigheden komen regenwormen boven door graafbewegingen van mollen. Regenwormen komen ook bovengronds bij regenachtig weer om te paren. Ze zijn verder vooral 's nachts actief. In de winter kruipen ze dieper de grond in en gaan in een soort winterslaap of diapauze. Sommige gewervelde dieren zijn sterk afhankelijk van de regenworm omdat ze een belangrijke voedselbron vormen. Voorbeelden zijn de mol en de merel.

## Verspreiding en habitat
Regenwormen hebben een holarctische oorsprong: van Noord-Amerika tot oostwaarts Europa, Azië en het Midden-Oosten. Sommige soorten hebben een wereldwijde verspreiding, zoals de gewone regenworm, en andere komen slechts in een bepaald gebied voor. De soort Eisenia japonica bijvoorbeeld is alleen te vinden in Japan. In Nederland en België komen 22 soorten voor, de bekendste soort is de grote blauwkopworm (Lumbricus terrestris). Een lijst van alle Nederlandse soorten is rechts weergegeven in de uitklapbare lijst. 
Regenwormen leven niet allemaal ondergronds. Veel soorten zijn diepgravers die lange verticale gangen maken, zoals de veelvoorkomende grote blauwkopworm (Lumbricus terrestris), die 9 tot 30 cm lang wordt. Veel soorten regenwormen zijn geofaag. Zij leven vlak onder het grondoppervlak en laten hoopjes uitwerpselen achter op het bodemoppervlak, waaronder de zeer veel voorkomende gewone grauwworm (Allolobophora caliginosa). Er zijn ook regenwormen die in de strooisellaag leven zoals de mestpier Eisenia fetida, die 6 tot 13 cm lang wordt en door zijn rode kleur en soms oranje dwarsbanden in Amerika wel tijgerworm wordt genoemd en de veelvoorkomende gewone blauwkopworm. 
Hoewel de soorten verschillende voorkeuren hebben, is toch een van de belangrijkste factoren de zuurgraad van de grond. De meeste regenwormen hebben een voorkeur voor een pH-neutrale tot iets zure (pH 5,4) grond. De soort Dendrobaena octaedra is echter nog aanwezig bij een pH van 4,3 en sommige vertegenwoordigers van de familie Megascolecidae hebben zich zelfs gespecialiseerd in extreem zure grond. Hoe zuurder de grond des te eerder gaan regenwormen in diapauze. Bij een pH van 6,4 blijven de regenwormen het langst in diapauze. Regenwormen kunnen niet overleven in een te zuur milieu, zoals veengronden. Hierdoor worden plantenresten niet op grote schaal omgezet in meststoffen, waardoor turf kan ontstaan.

## Uiterlijke kenmerken

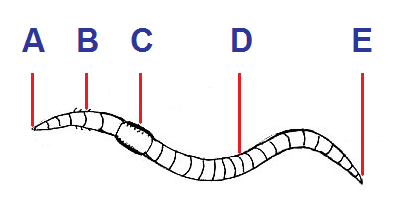
Belangrijkste kenmerken van een regenworm:

Regenwormen hebben een langwerpig, typisch wormachtig lichaam zonder poten en ook andere aanhangsels ontbreken. De gewone regenworm bereikt een totale lichaamslengte van dertig centimeter. Dit is aanmerkelijk langer dan gelijkende regenwormen zoals Lumbricus rubellus (tot 15 cm) en Lumbricus castaneus (tot 5 cm). Sommige vertegenwoordigers van andere in de bodem levende wormen worden nog langer dan regenwormen, zoals Megascolides australis uit Australië die een lengte kan bereiken van drie meter. Deze soort wordt wel 'reuzenregenworm' genoemd maar behoort juist niet tot de regenwormen (familie Lumbricidae), maar tot de familie Megascolidae.
Het lichaam van de regenworm kan bestaan uit meer dan honderd segmenten, de gewone regenworm heeft er ongeveer 150. Het aantal segmenten neemt met het ouder worden toe doordat in een speciale groeizone vlak bij het uiteinde nieuwe segmenten ontstaan. Vooraan, na ongeveer het dertigste segment, zit bij volwassen regenwormen een verdikking, het clitellum of zadel genoemd.
De huidlaag wordt de epidermis genoemd. Aan de buitenkant zit een eencellige laag van epidermiscellen, waarin enkele kliercellen- en zintuigcellen voorkomen. De epidermis is bedekt met een verharde laag die de cuticula wordt genoemd. Deze was-achtige cuticula beschermt de worm tegen uitdroging. Onder de epidermis zit een laag dwarsgestreept spierweefsel, met daaronder een dikke laag glad spierweefsel. Dicht onder de huid van het gehele lichaam van de regenworm zit een laag van huidspieren.

### Segmenten

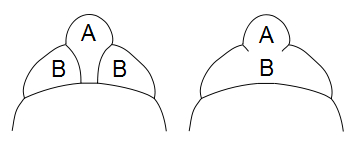
Kop van de regenworm, links geeft een tanylobe configuratie weer en rechts een epilobe.

Het lichaam van regenwormen is net als bij alle ringwormen opgebouwd uit segmenten of ringen. De gewone regenworm heeft er 110 tot 180. Het aantal varieert enigszins per soort. De segmenten zijn binnenin het lichaam gescheiden door een segmentwand, of septum. Deze segmentwanden worden gepenetreerd door de spijsverteringskolom, de aderen, de zenuwstreng en tevens door de nefridiën. Het segment waarin een nefridium is gelegen bevat het blaasje en het kanaaltje van het uitscheidingsorgaan, maar er is steeds een uitloper aanwezig die uitmondt in het ervoor gelegen segment.
Het voorste segment bevat de mondopening. Vóór het voorste segment is het mondflapje aanwezig. Dit wordt het prostomium genoemd, wat letterlijk voor (pro) de mondopening (stoma) betekent. Een verouderde naam voor het prostomium is 'acron'. Het prostomium is geen echt segment maar een zogenaamd pseudosegment; het is een uitgroeisel van de monddelen. Binnen de familie van de regenwormen komen soorten voor waarbij het prostomium een lobje van het eerste segment is (epiloob) en er zijn soorten waarbij het prostomium een verbinding heeft met het tweede segment (tanyloob). Dit is rechts afgebeeld in het schema. Een derde groep is zygoloob, hierbij hebben de eerste segmenten geen verbinding met elkaar. Achter het prostomium is het eerste echte segment aanwezig, het peristomium, hierin is de mondopening gelegen.
De segmenten van alle regenwormen hebben achter de voorzijde, vanaf het vierde of vijfde segment, gepaarde openingen aan de buikzijde die de nefridioporiën worden genoemd. Deze poriën zijn de uitgangen van de nefridia, dit zijn uitscheidingskliertjes die een rol in de waterhuishouding en de primaire stofwisseling spelen.

### Borstels

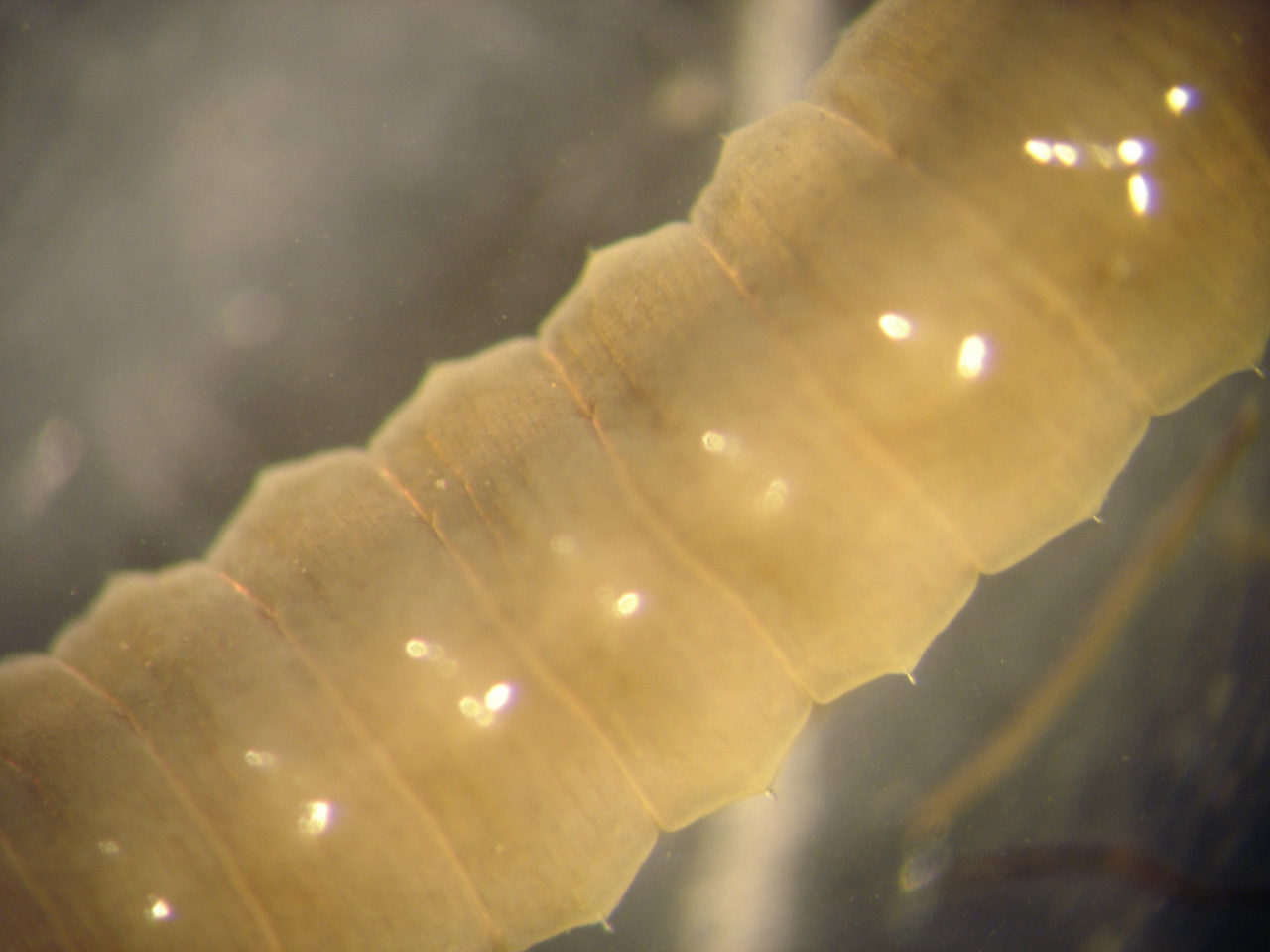
Borstels van een onbekende soort regenworm.

De lichaamssegmenten van regenwormen zijn steeds voorzien van kleine, verharde en borstelachtige uitsteeksels die de setae worden genoemd. Bij wormen wordt voor deze dikke, haarachtige structuren ook wel de naam chaetae gebruikt. Ze bestaan uit chitine en eiwitten. De regenworm heeft altijd vier paar borstels per lichaamssegment, alleen op het eerste en het laatste lichaamssegment ontbreken dergelijke structuren. De borstels zijn bij de gewone regenworm gegroepeerd in rijen; een dubbele rij op de buikzijde, de ventrale borstels en een rij aan iedere lichaamszijde, de laterale borstels. Andere soorten regenwormen hebben een afwijkende configuratie van de borstels, zoals alle rijen aan de onderzijde of de borstelharen zijn meer verspreid over het lichaam.
De borstels van een aantal segmenten zijn duidelijk langer dan die van de meeste andere segmenten. Deze chaetae worden gebruikt om het lichaam aan een partner te ankeren tijdens de paring. De chaetae worden daarom wel de geslachtschaetae genoemd. Het aantal en de positie op de lichaamssegmenten van deze borstels zijn per soort verschillend.
De bewegingen van de regenworm worden veroorzaakt door spiersamentrekkingen waardoor het lichaam wordt verplaatst. De stand van de borstels speelt een rol betreffende de richting van de verplaatsing van het lichaam. De borstels geven de regenwormen grip bij het graven, ze staan meestal achterwaarts gericht. Als men een regenworm van voor naar achteren tussen de vingers laat glijden geven de borstels weinig weerstand maar als men dit van achteren naar voren probeert wordt de aanwezigheid van de borstels duidelijk merkbaar. De borstels kunnen wat worden uitgestoken zodat de grip wordt vergroot. Doordat de borstels verhinderen dat het lichaam naar achteren wordt verplaatst kruipt de worm vanzelf voorwaarts. Als de worm zich achterwaarts wil bewegen, bijvoorbeeld om zich terug te trekken in het hol, wordt de stand van de borstels veranderd waarbij ze naar voren wijzen en wordt voorkomen dat het lichaam zich naar voren verplaatst. De manier waarop regenwormen zich voortbewegen wordt wel peristalsis genoemd.

## Inwendige anatomie

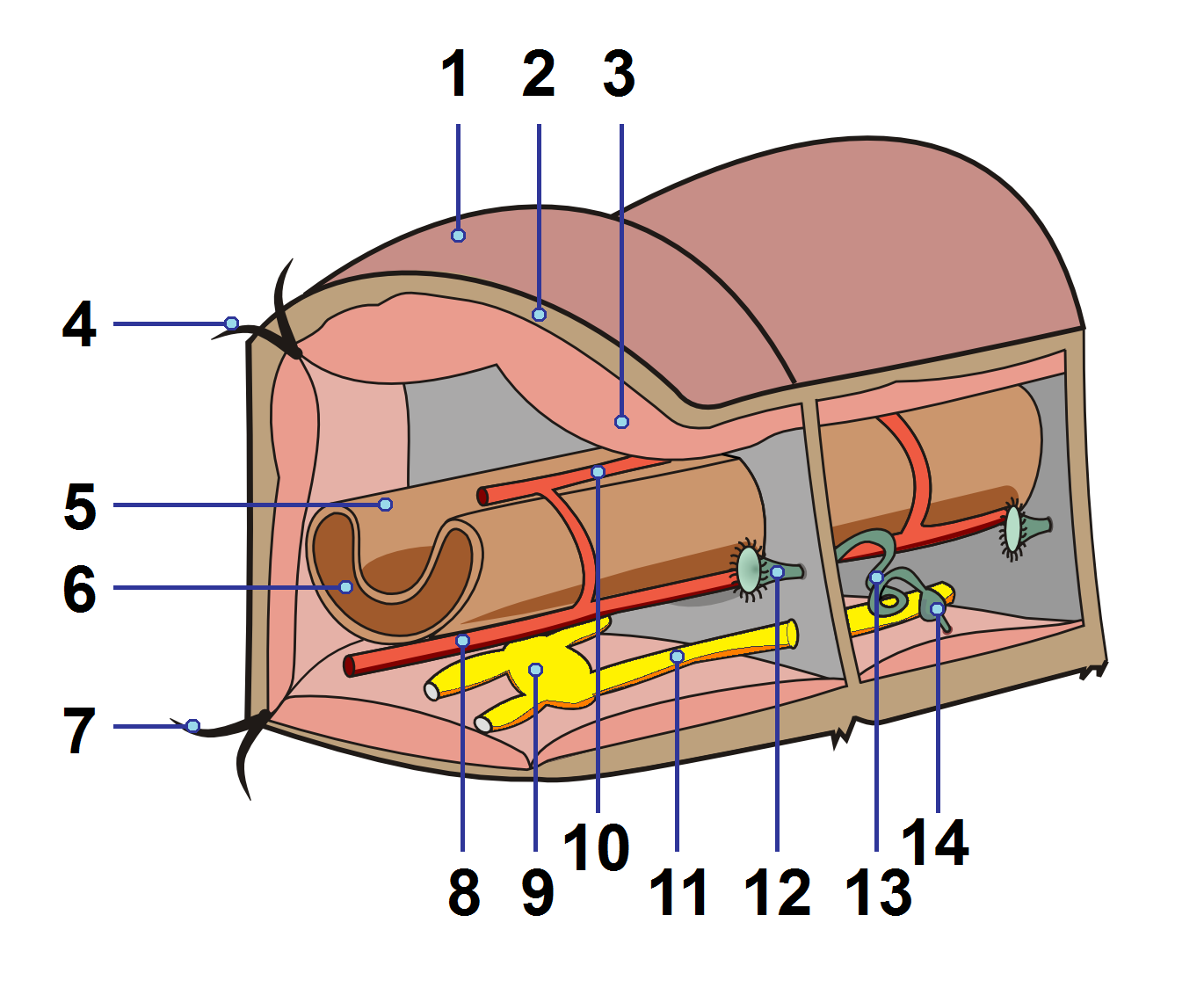
Inwendige anatomie van een regenworm.

Het zenuwstelsel bestaat uit een zenuwstreng die door het gehele lichaam loopt en in ieder segment vertakkingen heeft. Op de grens van twee segmenten is een grote vertakking aanwezig en in het midden van ieder segment ontspruit een tweede vertakking.
De regenworm heeft twee soorten spieren onder de huid; de spieren die om de segmenten liggen worden de ringspieren genoemd en de spieren die zich in de lengte bevinden zijn de lengtespieren. Bij het graven of kruipen worden de borstels naar achteren gericht zodat het lichaam wordt verankerd. De lengtespieren ontspannen zich terwijl de ringspieren samentrekken, hierdoor wordt het lichaam zowel langer als dunner.

### Spijsverteringsstelsel
Het voedsel van de regenworm wordt opgenomen door de mond, waarna het langs verschillende organen wordt gevoerd en het afval wordt aan de achterzijde weer afgescheiden. De kop van de regenworm zit altijd aan de zijde van het clitellum, de kop is verder nauwelijks te onderscheiden van de achterzijde. Onder een microscoop wordt de structuur van de kop beter zichtbaar, de worm heeft een soort lapje voor de mond waarmee voedsel kan worden vastgegrepen. Verharde structuren zoals tanden of kaken ontbreken echter. Een regenworm beschikt niet over ogen of oren maar kan waarschijnlijk wel bepaalde chemische verbindingen waarnemen. Zo weet de worm of het voedsel dat wordt gegeten wel geschikt is, er is een voorkeur voor bladeren ten opzichte van takjes.
De 'lip' van de worm wordt het prostomium genoemd en hangt aan het kopeinde over de mond. De mondopening begint net na het eerste segment en gaat door tot in de darm, die door het gehele lichaam van de regenworm loopt. Het begin van de darm bestaat uit een spierloze keel (farynx), die overgaat in een slokdarm (oesofagus). Deze slokdarm bestaat achtereenvolgend uit kalkzakjes, een spierloze 'krop' en gespierde magen. Hierin wordt het plantaardige voedsel met behulp van zandkorreltjes gelijkmatig vermalen (op dezelfde wijze als bij kippen maar die doen het met behulp van steentjes). Hierna zit de lange middendarm, die over de hele lengte op de rugzijde een uitstulping heeft, die de tyflosole wordt genoemd. Deze structuur geeft de middendarm een inwendig grotere oppervlakte. Aan de buitenzijde van de tyflosole zijn de chloragogeencellen aanwezig, die geelbruine van kleur zijn en een functie als uitscheidingsorgaan hebben.
In elk segment met uitzondering van de eerste drie tot vijf en het laatste segment, zijn aan weerszijden van de darm de uitscheidingsorganen gelegen. Deze worden de nefridia genoemd en ze bestaan uit een lang, in lussen gevouwen kanaal met aan het eind een blaasje. Een trechter met wimpers die in het voorliggende segment is gelegen vangt de uitscheidingsstoffen op waarna ze in het kanaaltje terechtkomen. Elk uitscheidingsorgaantje is voor de zuurstoftoevoer omgeven door bloedvaten. In de nefridia vinden veel omzettingsprocessen plaats waarbij energie benodigd is, wat de bloedvaatjes verklaart. In de nefridia worden stoffen als urinezuur, zouten en ammoniak afgevoerd en in de orgaantjes wordt water teruggewonnen uit de afvalstoffen. De nefridia zijn vergelijkbaar met de nieren van hogere gewervelden; ze hebben geen directe interactie met de vertering van het voedsel maar bewerken de uit het voedsel verkregen verbindingen om ze geschikt te maken voor de lichaamsprocessen van de worm. Het uitscheidingsorgaan van het voedsel wordt de anus genoemd en is aan de achterzijde gelegen aan het laatste segment, dit wordt wel het pygidium genoemd. In de uitwerpselen worden vaak nematoden gevonden, kleine wormen, zoals soorten uit het geslacht Rhabditis.
Tussen de darm en de huidspierlaag zit in elk segment de secundaire lichaamsholte, het coeloom. De secundaire lichaamsholten van de aangrenzende segmenten worden door dunne dwarswanden (dissepimente) van elkaar gescheiden. De secundaire lichaamsholten zijn met een vloeistof gevuld en staan onder druk, waardoor er een hydrostatisch skelet gevormd wordt dat de regenworm de nodige stevigheid geeft.

### Zenuwstelsel
Regenwormen hebben een hoog ontwikkeld zenuwstelsel, net als andere ongewervelde dieren hebben ze geen hersenen maar een aantal knooppunten waar de zenuwen samenkomen. Een dergelijk knooppunt wordt een ganglion genoemd, meervoud ganglia. De regenworm heeft dergelijke knooppunten vooraan de kop, deze worden de hersenganglia genoemd. De ganglia liggen in het derde segment vlak voor het begin van de keel (farynx) aan de rugzijde (dorsaal) van de darm. Van daaruit gaan talrijke zenuwen naar de bovenlip of prostomium. Het prostomium is een belangrijk lichaamsdeel omdat het dient als een tastzintuig bij het zoeken naar voedsel. De bovenlip dient tevens als grijporgaan bij het opnemen van voedsel. De hersenganglia gaan over in een hoofdzenuwstreng die aan de buikzijde doorloopt naar de achterzijde van het lichaam. De centrale zenuwstreng heeft de vorm van een paarsgewijs opgezet touwladderzenuwsysteem. In ieder segment zijn vertakkingen naar de huidspierlaag om de voortbewegingsspieren en de borstelspieren aan te sturen. Deze deelganglia worden ook wel de segmentaire ganglia genoemd. Ze zijn zeer klein en bij een dissectie met het blote oog nauwelijks te zien.
Regenwormen hebben nooit ogen, maar zijn wel gevoelig voor licht. Ze zijn negatief fototactisch; dit wil zeggen dat ze licht proberen te vermijden. Zowel aan de voorzijde als de achterzijde zijn lichtgevoelige zintuigcellen gelegen. Deze cellen worden ook wel de fotoreceptors genoemd. Ook is de regenworm gevoelig voor trillingen, dit dient om gravende dieren die wormen eten op te merken zodat de regenworm snel naar boven kan vluchten.

### Ademhaling en bloedsomloop
De regenworm heeft geen speciale ademhalingsorganen, maar wel een sterk vertakt gesloten bloedvatensysteem, waarmee door de huid zuurstof opgenomen wordt en uit de darm opgenomen voedingsstoffen worden getransporteerd. Regenwormen hebben twee bloedvaten die door het gehele lichaam lopen, aan de bovenzijde is het rugvat gelegen dat het bloed van achter naar voren stuwt. Aan de buikzijde is het buikvat gelegen waardoor het bloed van voren naar achteren stroomt. Deze bloedvaten worden in ieder segment met elkaar verbonden door tussenkanaaltjes, de ringvaten. Het rugvat pompt door samentrekking van bepaalde ringvaten het bloed naar voren in de harten. De ringvaten zijn op de plaats van het spijsverteringsorgaan sterk vergroot en hebben een pompfunctie. Ze worden wel laterale harten of pseudoharten genoemd. Het aantal harten varieert per regenworm, de gewone regenworm (Lumbricus terrestris) heeft vijf paar en dus tien harten in totaal.
Om het lichaam van zuurstof te voorzien, hebben regenwormen net als gewervelde dieren hemoglobine als zuurstofdragende stof. De hemoglobine is een pigment dat zuurstof makkelijk bindt en weer kan afgeven, het is bij gewervelden in speciale cellen geborgen, de rode bloedcellen. Bij de regenwormen komen geen rode bloedcellen voor, de zuurstof wordt met behulp van eiwitten in het bloed opgelost. De hemoglobine is gebonden aan een eiwitcomplex dat erythrocruorin wordt genoemd. Deze eiwitten zijn heel complex en kunnen erg groot zijn, het geheel van eiwitten kan uit 36 verschillende delen bestaan en dient als een soort raamwerk om de hemoglobinemoleculen te binden. Omdat de moleculen altijd in twaalf rijen van 12 zijn verdeeld, bevat het eiwitcomplex altijd 144 hemoglobinemoleculen.
Omdat regenwormen soms in zuurstofarme omstandigheden belanden, zoals bij langdurige overstromingen van het land, heeft het bloed een relatief groot zuurstofbindend vermogen.
De bloedvloeistof bevat ook cellen die tot het afweersysteem behoren, de zogenaamde fagocyten. Deze breken lichaamsvreemde en ongewenste deeltjes af, zoals afvalstoffen van cellen en micro-organismen.

### Geslachtsorganen
Regenwormen zijn hermafrodiet, dit betekent dat ze zowel mannelijke als vrouwelijke geslachtsorganen bezitten. De regenworm heeft een duidelijke verdikking aan de voorzijde van het lichaam, die vaak lichter van kleur is ten opzichte van de rest van het lijf. Deze band wordt het zadel genoemd of met een wetenschappelijker woord het clitellum. Het clitellum is bij de gewone regenworm altijd gelegen tussen het 32e en het 37e lichaamssegment, gezien vanaf de kop. Bij andere soorten is de positie van het clitellum verschillend, zodat ze hieraan te onderscheiden zijn.
Vaak wordt gedacht dat het opvallende, verdikte zadel of clitellum de geslachtsorganen bevat maar dit is niet juist. Het clitellum is een samenklontering van slijmproducerende cellen en speelt weliswaar een rol bij de vorming van een cocon en de afzet van de eitjes maar is zelf geen onderdeel van het geslachtsapparaat. Het slijm dat wordt afgescheiden door het clitellum dient als 'reageerbuis' waarin de eitjes en het sperma samenkomen en droogt later in tot een cocon dat de eieren beschermt tegen uitdroging.
De inwendige testis en een uitwendige opening vormen het mannelijk orgaan. Ovaria, eileiders en een uitwendige opening vormen het vrouwelijke orgaan. Daarnaast hebben ze spermazakjes, waarin het sperma van de partner wordt opgevangen. De dauwpier copuleert boven de grond, andere soorten in de grond.

## Levenswijze en ecologie

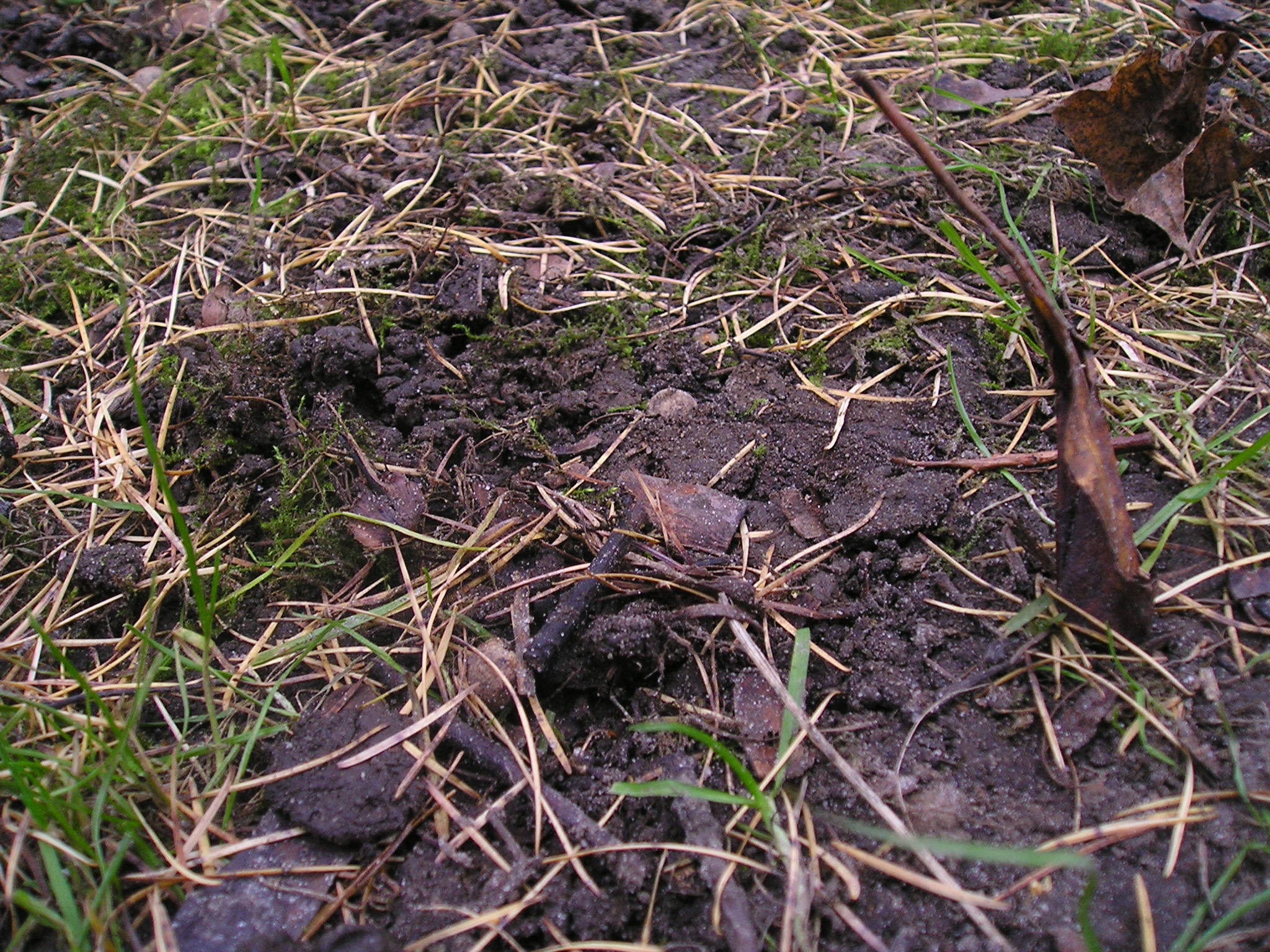
Sporen van een regenworm, links zijn de excrementen te zien en rechts een deel in de tunnel getrokken blad.

Regenwormen worden op basis van hun graafgedrag en levenswijze ingedeeld in drie ecologische groepen. De epigeïsche soorten leven op de bodem in de strooisellaag. Ze blijven klein en graven geen gangen, het lichaam is meestal voorzien van een pigmentatie. De epigeïsche soorten zorgen voor een verkleining van bladafval op de bodem. Een voorbeeld is de soort Lumbricus rubellus. De endogeïsche soorten leven in de toplaag van de bodem. Ze graven tunnels die vaak horizontaal zijn en net onder de oppervlakte liggen. De regenwormen die tot deze groep behoren worden middelgroot en hebben geen pigmentatie, zijn vaak bleek van kleur. Endogeïsche wormen breken bladafval af en zorgen voor beluchting van de toplaag. Een voorbeeld is de soort Allolobophora chlorotica. De derde groep zijn de anekische soorten, dit zijn wormen die diepe, verticale tunnels graven. De anekische soorten hebben pigmentatie en worden het grootst. Door de diepe tunnels wordt de bodem beter belucht en kan het water beter worden afgevoerd. Een voorbeeld is de gewone regenworm (Lumbricus terrestris).
Regenwormpopulaties zijn afhankelijk van zowel de fysische als de chemische eigenschappen van de grond, zoals bodemtemperatuur, vochtigheid, zuurgraad (pH), zouten, beluchting en textuur. Daarnaast moet er voldoende voedsel aanwezig zijn en moet de soort zich kunnen voortplanten en verspreiden. Om dit te bereiken moet er regelmatig organisch materiaal aan de grond worden toegevoegd door dit in de grond te brengen of boven op de grond te strooien.
De regenworm speelt een zeer belangrijke rol in het verbeteren van de bodemstructuur. De regenworm graaft lange tunneltjes waarin atmosferische lucht kan doordringen, zodat de bodem wordt belucht. Dit heeft tot gevolg dat aerobe bacteriën dieper in de bodem kunnen leven; dergelijke bacteriën versnellen de afbraak van organische stoffen nog eens. Doordat de regenwormen in hun gangenstelsels bewegen, wordt de lucht verplaatst in de bodem, wat de beluchting ten goede komt. Het gebruik van zware landbouwmachines leidt ertoe dat de lucht uit de bodem wordt geperst, maar door het werk van regenwormen wordt de grond geschikter voor planten om te groeien. De tunnels van regenwormen worden door planten gewaardeerd: ze kunnen hier makkelijk hun wortels in laten doordringen.
Daarnaast wordt tevens de waterhuishouding van de grond beter als er regenwormen in voorkomen. Door de lange tunnels kan de bodem meer water opnemen, afvoeren en vasthouden, al naargelang de omstandigheden. Een andere eigenschap van de regenworm die de bodemgesteldheid ten goede komt is het eten van dode, afgevallen plantendelen. De regenworm zet deze om in mineralen die erg belangrijk zijn voor planten. Hierbij wordt het organische materiaal gedeeltelijk verteerd en de overgebleven aarde goed gemengd weer afgegeven. Regenwormen werden door Charles Darwin beschreven als een 'natuurlijke ploeg', hij schatte dat om de zoveel jaar de volledige oppervlaktelaag van de wereld de maag van een aardworm passeert.
De regenworm speelt met name zo'n grote rol in de ecologie van de bodem omdat de soort in enorme aantallen voorkomt. In humusarme grond kunnen 62 wormen per vierkante meter voorkomen en in humusrijke grond zelfs meer dan 432 wormen per m². Volgens een schatting vormen regenwormen ongeveer de helft van de biomassa in de bodem. Op een oppervlakte van 1000 vierkante meter komen gemiddeld ongeveer 125 kilo regenwormen voor, in vruchtbare grond kan dit oplopen tot 3 ton aan regenwormen, al betreft het hier niet alleen de gewone regenworm maar alle soorten aardwormen. In akkers waar veel wormen aanwezig zijn, is de opbrengst aanmerkelijk hoger dan akkers waarin geen wormen leven. Bij het wegen van de uitwerpselen van de wormen op een oppervlak van een vierkante meter gedurende één jaar bleek dat de dieren 4,4 tot 8 kilo produceren, wat neerkomt op een jaarlijkse verwerking van 44 tot 80 ton aarde per hectare.

### Voortplanting en ontwikkeling

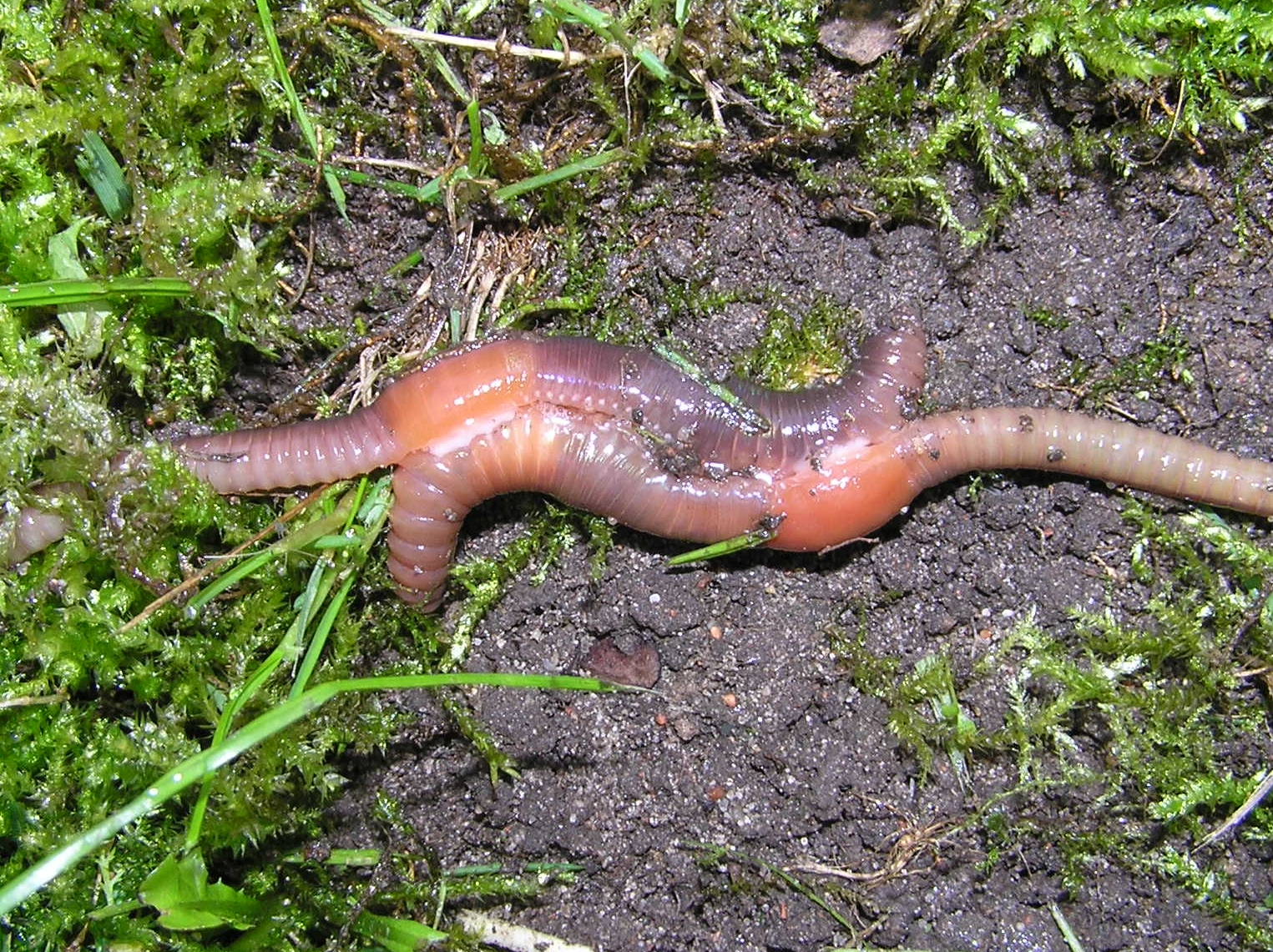
Paring

Regenwormen planten zich geslachtelijk voort waarbij eieren worden geproduceerd die worden afgezet in een slijmachtige massa die uiteindelijk indroogt tot een eicocon. Regenwormen zijn tweeslachtig (hermafrodiet), maar een regenworm kan niet de eigen eitjes bevruchten. Elke regenworm heeft zowel een mannelijk als een vrouwelijk geslachtsorgaan. Een andere bijzonderheid is het feit dat de wormen wel een echte paring kennen, maar de eieren worden toch buiten het lichaam bevrucht tijdens de vorming van de cocon.
Regenwormen kunnen zich in principe het gehele jaar door voortplanten. In veel streken zijn de winters te streng of de zomers te droog om actief te zijn en hier planten de regenwormen zich voornamelijk in de lente en de herfst voort, de rest van het jaar moeten ze zich verschuilen.

#### Paring

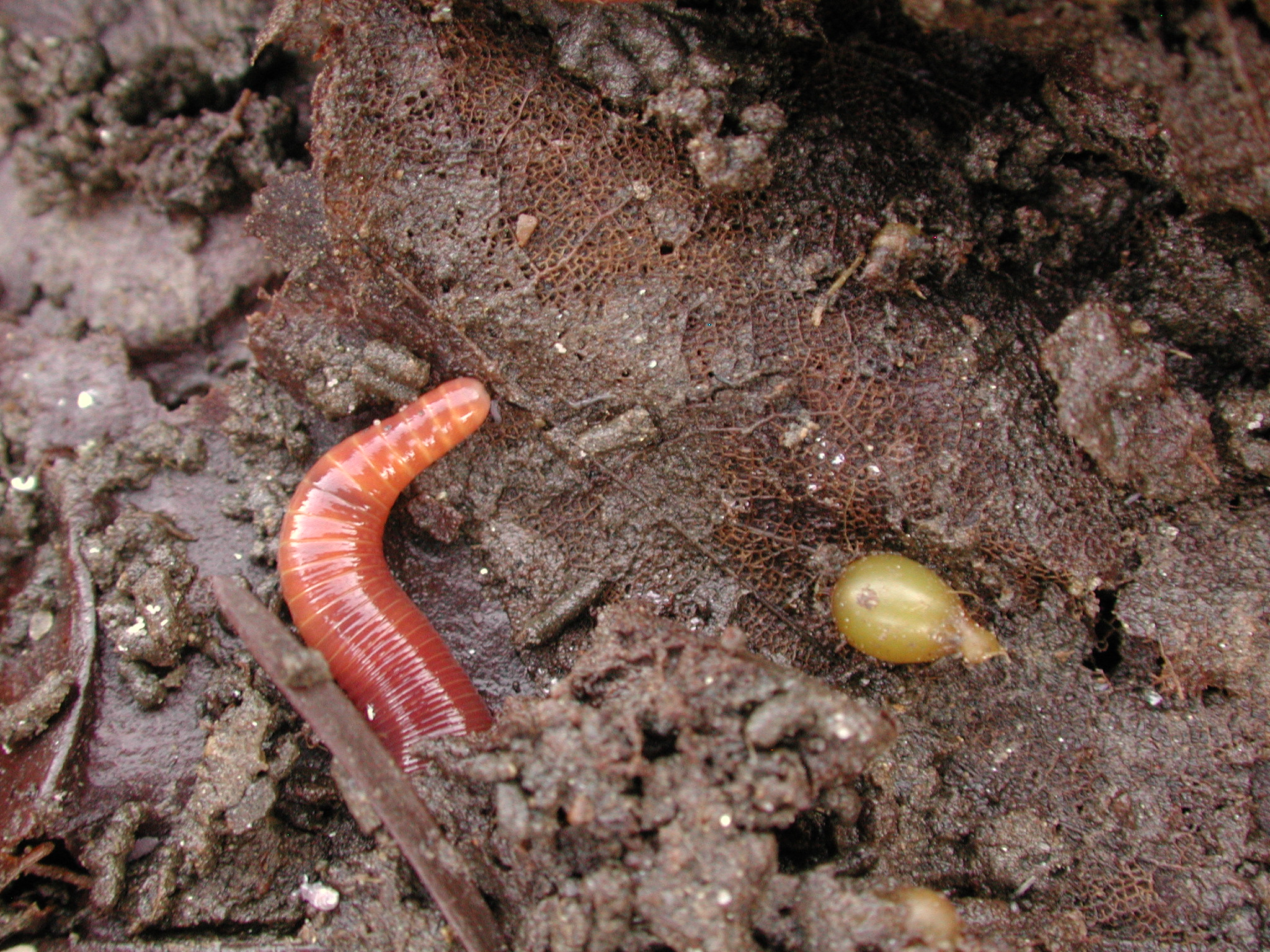
Een mestpier met rechts een cocon.

Van de meeste andere soorten regenwormen is bekend dat ze ondergronds de paring uitvoeren maar de gewone regenworm is een van de weinige soorten die bovengronds paart. Onder vochtige omstandigheden kruipen de dieren naar boven en komen uit hun gang op zoek naar een partner. Omdat ze gevoelig zijn voor uitdroging gebeurt dit meestal in de ochtend of avond of overdag na een regenbui. Andere regenwormen leven permanent aan de oppervlakte en paren onder bladafval of ondergronds in een gang.
Tijdens de paring positioneren de wormen zich zo dat de dieren met de lichamen tegen elkaar aan bevinden waarbij de voorzijden tegenovergesteld zijn. Tijdens de paring worden zaadcellen afgescheiden aan de partner. De huidborstels in de omgeving van het clitellum (het zadel) haken zich in de huid van de partner aan de voorzijde van het clitellum. Vervolgens wordt er slijm gevormd door klieren bij de zadels, de slijmlaag vormt uiteindelijk een soort 'wikkel' rond de mannelijke geslachtsorganen van de wormen. Het doel van deze slijmband is het voorkomen dat het zaad zich mengt en de worm alleen het zaad van de partner binnenkrijgt. De paring van de regenworm duurt ongeveer drie tot vier uur.
De mannelijke geslachtsorganen van de regenworm bevinden zich inwendig en hebben een verbinding met een opening aan de buikzijde, de zogenaamde geslachtsporie. De zaadcellen die worden afgescheiden komen terecht in een groef die naar achteren loopt. Doordat deze groef tijdens de paring wordt omgeven door slijm wordt de groef afgesloten en vormt een kanaaltje waardoor het zaad naar de zaadblaasjes van de partner vloeit. Deze zaadblaasjes worden wel spermatotheca genoemd, in deze flesvormige lichaamsholtes worden de zaadcellen levend bewaard. Regenwormen bevruchten elkaar dus niet tijdens de paring maar wisselen alleen zaadcellen uit, de eigenlijke bevruchting vindt later plaats, buiten het lichaam.
Het sperma blijft in de spermatotheca tot de eicellen rijp zijn. Een regenworm kan door deze spermavoorraad na een paring gedurende enkele maanden eieren produceren zonder dat een volgende paring nodig is. Vaak zijn bij een tweede paring nog steeds zaadcellen van een vorige partner aanwezig in de spermatotheek, zodat een soort concurrentie ontstaat tussen de spermacellen.

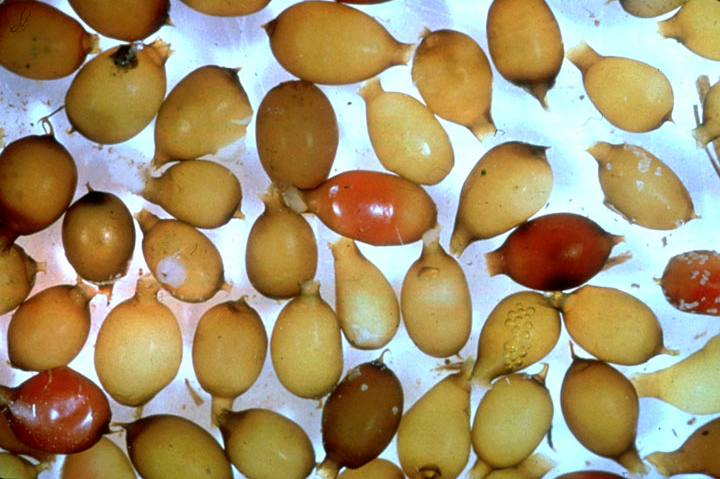
Cocons van de regenworm.

Als de eieren voldoende zijn ontwikkeld vindt de uiteindelijk de bevruchting plaats. Hierbij wordt opnieuw een slijmlaag rond het clitellum gevormd, dat als een gordel om de worm zit. De slijmband wordt gevormd op de segmenten 8 tot en met 38, maar is het dikst rond het clitellum. In het slijm zijn eiwitten aanwezig welke dienen om de zich ontwikkelende embryo's van voedsel te voorzien. Het slijm bevat tevens een eiwit dat dient als signaalstof. Zodra de slijmband is gevormd wordt deze door de worm achterwaarts verlaten, waardoor de slijmband zich dus naar de voorzijde van het lichaam verplaatst. Zodra de slijmband over de vrouwelijke geslachtopening bevindt, worden de eieren afgezet in het slijm. De vrouwelijke geslachtsopening wordt de gonoporie genoemd en bevindt zich bij de gewone regenworm op het veertiende lichaamssegment.
Nadat de slijmkoker van (nog onbevruchte) eieren is voorzien wordt deze verder afgestroopt en komt even later boven de spermatothecae te liggen. De achterste is bij de gewone regenworm gelegen tussen de segmenten 10 en 11 en de voorste is gelegen tussen de segmenten 9 en 10. Zodra de slijmkoker zich boven de openingen bevindt trekken de blaasjes samen waardoor het sperma vrijkomt en zo de eieren bevrucht.

#### Cocon
Als de worm de slijmkoker volledig van het lichaam heeft gestroopt, droogt het uit en vormt een verharde cocon. De cocon heeft ongeveer de grootte van een erwt en heeft vaak een karakteristieke citroenvorm. De cocon heeft een gele tot roodbruine kleur. Hoewel de cocon dus meerdere levensvatbare eieren bevat, kruipt uit de meeste cocons slechts één jonge worm. Bij andere regenwormen zoals Eisenia fetida zitten twee tot vijf eieren in een cocon.
De gewone regenworm kruipt na één tot vijf maanden uit de cocon, afhankelijk van de omstandigheden. Een half jaar tot anderhalf jaar later is de worm geslachtsrijp en kan zich voortplanten. De levensduur van de gewone regenworm in het wild is enkele jaren, maar weinig exemplaren leven lang genoeg om de maximale lengte van 30 centimeter te bereiken. Uit waarnemingen van de worm in gevangenschap blijkt dat een leeftijd van zes jaar kan worden bereikt. Bij andere soorten regenwormen wijkt de ontwikkelingsduur wat af, kleinere soorten regenwormen zijn vaak eerder volwassen maar hebben een lagere levensverwachting. Van erg grote regenwormen zoals de soort Allolobophora longa is bekend dat een leeftijd van meer dan tien jaar kan worden bereikt.

### Regeneratie
Regenwormen hebben een tamelijk groot herstellingsvermogen of regeneratie, dit is het verschijnsel dat een dier verloren gegane lichaamsdelen kan vervangen. De regenworm kan een deel van het lichaam verliezen door roofdieren die er een stuk af bijten, maar ook door bijvoorbeeld mechanische landbouwtechnieken van de mens worden veel exemplaren in tweeën gehakt. Van de regenworm wordt wel beweerd dat een in twee delen gesneden worm zich tot twee 'nieuwe' wormen ontwikkelt, maar dit is niet juist. In de praktijk gaat de regenworm meestal toch dood bij een lichaamsbreuk, omdat het afgebroken deel te groot is om voor een van beide delen nog levensvatbaar te zijn. Bovendien is vaak ook de inwendige schade groot bij een dergelijk voorval, bijvoorbeeld als een worm uit elkaar wordt getrokken door een vogel. Alleen als er een breuk ontstaat door een niet-traumatische afscheiding, zoals een snede, kan de regenworm het overleven mits het afgenomen deel niet te groot is.
Soorten met een rood gepigmenteerde huid bezitten dit vermogen niet. Regeneratie vindt bijna uitsluitend plaats aan verwondingen aan het achterlijf. Doordat zich ter plaatse van de verwonding de bloedvaten samentrekken verstoppen rode bloedcellen de kapotte vaten, hierna kan weer herstel optreden. Het duurt na de regeneratie nog lang (2-3 maanden) voordat het weer aangegroeide deel de oorspronkelijke kleur terug heeft. Aan de voorkant kunnen tot maximaal vier segmenten verwijderd worden, die daarna gewoon weer opnieuw gevormd worden. Worden er meer verwijderd, maximaal 15, dan kunnen ze niet allemaal weer aangroeien. Als er nog meer segmenten worden verwijderd gaat de regenworm dood. Aan het achtereinde kunnen veel meer segmenten verwijderd worden. Van de inwendige organen is bekend dat het zenuwstelsel kan regenereren, bij de primaire geslachtsorganen is dat niet het geval. Regeneratie vindt alleen plaats bij gunstige omstandigheden, vooral tijdens de warme zomermaanden, maar lang niet altijd.

### Voedsel

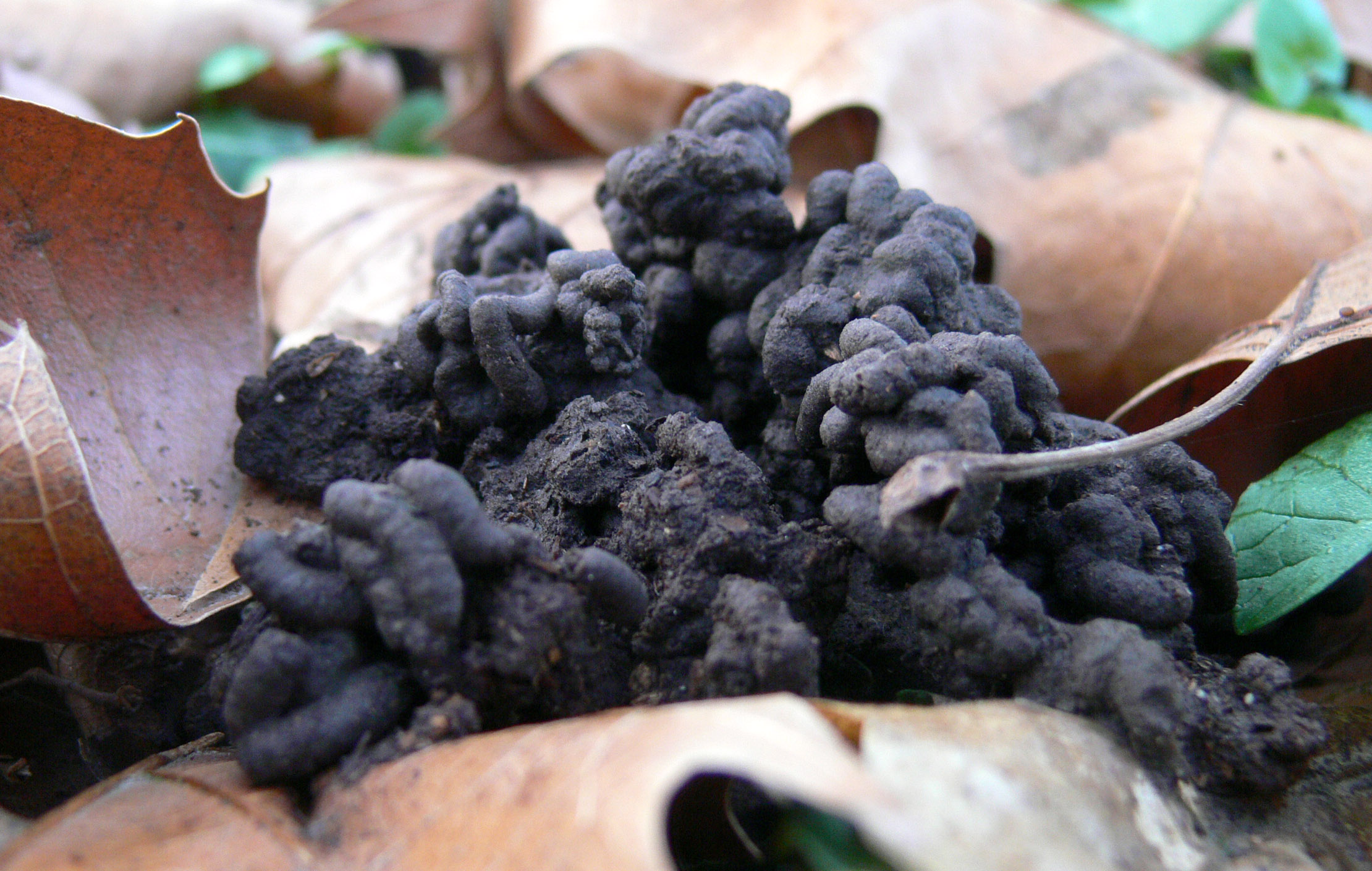
De uitwerpselen van regenwormen zijn karakteristieke hoopjes aarde

Regenwormen zijn afvaleters die leven van dood organisch plantaardig materiaal. Plantenresten en bladeren die op de bodem liggen worden in een woongang getrokken en gegeten. De regenwormen zijn deel van de bodemfauna, en dragen bij aan een luchtigere bodemstructuur. De luchtigere bodemstructuur zorgt voor meer zuurstof in de bodem, die ten goede komt aan een versnelde biologische afbraak van de organische stof, die bestaat uit de stofwisseling (celademhaling) van alle zuurstofminnende bodemorganismen, zowel ongewervelden als heterotrofe micro-organismen of reducenten. Deze afbraak leidt tot humusvorming in de bodem. 
Bij het graven van de gangen wordt het meeste materiaal opgenomen maar de grond bevat maar een deel van het benodigde voedsel. Plantendelen die in het hol zijn getrokken worden voorverteerd door afscheidingen van hun eigen mond en van bodembacteriën, voordat ze in het spijsverteringsstelsel terechtkomen. Uit een experiment gedaan door Charles Darwin bleek dat als driehoekige voedseldelen worden aangeboden, deze meestal met de punt naar beneden een gang in worden getrokken. Regenwormen zou daarom volgens Darwin enige vorm van intelligentie kunnen worden toegedicht. Later werd duidelijk dat de regenwormen simpelweg net zo lang aan een voedseldeeltje trokken tot de minste weerstand was bereikt. De regenworm vindt een punt aan een voedseldeel dus door veel proberen en niet door intelligentie.
Regenwormen vermijden het eten van de uitwerpselen van hun soortgenoten. Ze eten soms wel uitwerpselen van andere dieren, omdat deze veel verteerbare stoffen bevatten. Ook de weke delen van dode dieren worden gegeten, ook van andere regenwormen.

### Vijanden

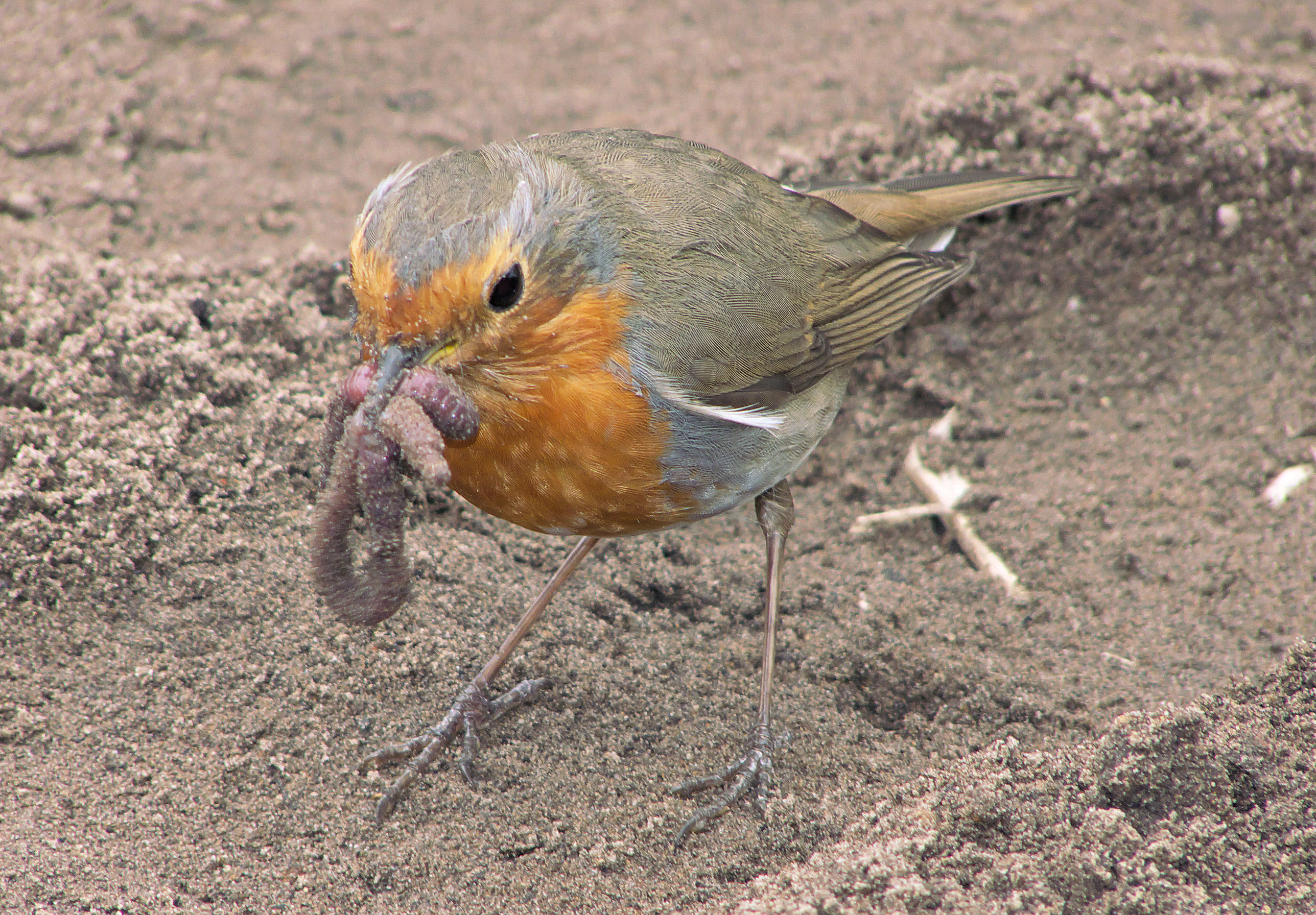
Een roodborstje met een buitgemaakte regenworm.

Regenwormen staan aan de basis van vele voedselketens en dienen als voedsel voor veel vogelsoorten, zoals de merel, kraai, roodborstje. Ook bij egels, dassen en mollen staan regenwormen op het menu. Verschillende insecten (waaronder kevers), naaktslakken en platwormen hebben regenwormen op het menu staan.
Regenwormen hebben vele vijanden, veel dieren die regenwormen eten hebben zich gespecialiseerd in het opsporen en vangen van de regenworm. De regenworm heeft met name te vrezen van kleine zoogdieren zoals muizen en mollen. Voorbeelden zijn de spitsmuis en de Europese mol, die grote hoeveelheden regenwormen eten. Ook verschillende vogels jagen intensief op de regenworm, een voorbeeld is de merel. Zelfs van grote roofvogels zoals de buizerd is bekend dat zij in voedselarme perioden veel regenwormen eten. Als een regenworm door een vijand in twee delen wordt gehakt kan het verloren gegane deel worden vervangen, zie ook onder regeneratie.
Een nieuwe bedreiging is de invoer van exoten zoals de Nieuw-Zeelandse platworm Arthurdendyus triangulatus, die van regenwormen leeft en buiten zijn natuurlijke verspreidingsgebied geen vijanden kent. De platworm werd in Engeland in 1960 per ongeluk met besmette grond ingevoerd en is nu een plaag. Regenwormen worden geparasiteerd door algen (protozoa), Platyhelminthes en aaltjes. Ze worden gevonden in het bloed, spieren, maag en darm van de volwassen regenworm en in de cocons.
Naast gewervelde dieren zijn er ook vele ongewervelden die op regenwormen jagen. Een beruchte vijand zijn loopkevers zoals schallebijters en met name hun roofzuchtige larven. Ook duizendpoten zoals de tuinduizendpoot (Geophilus longicornis) eten regenwormen. Ook sommige bloedzuigers - die net als de regenworm tot de ringwormen behoren- jagen op regenwormen waarbij de worm in één keer wordt verzwolgen. Sommige soorten huisvliegen planten zich voort door eieren op regenwormen te leggen, zoals de klustervlieg (Pollenia rudis).
Naast ziekten en predatie worden regenwormen bedreigd door het gebruik van kunstmest en gewasbeschermingsmiddelen. Regenwormen kunnen gifstoffen in hun lichaam opslaan waardoor dieren die wormen als voedsel gebruiken vergiftigd kunnen worden.

### Vluchtgedrag

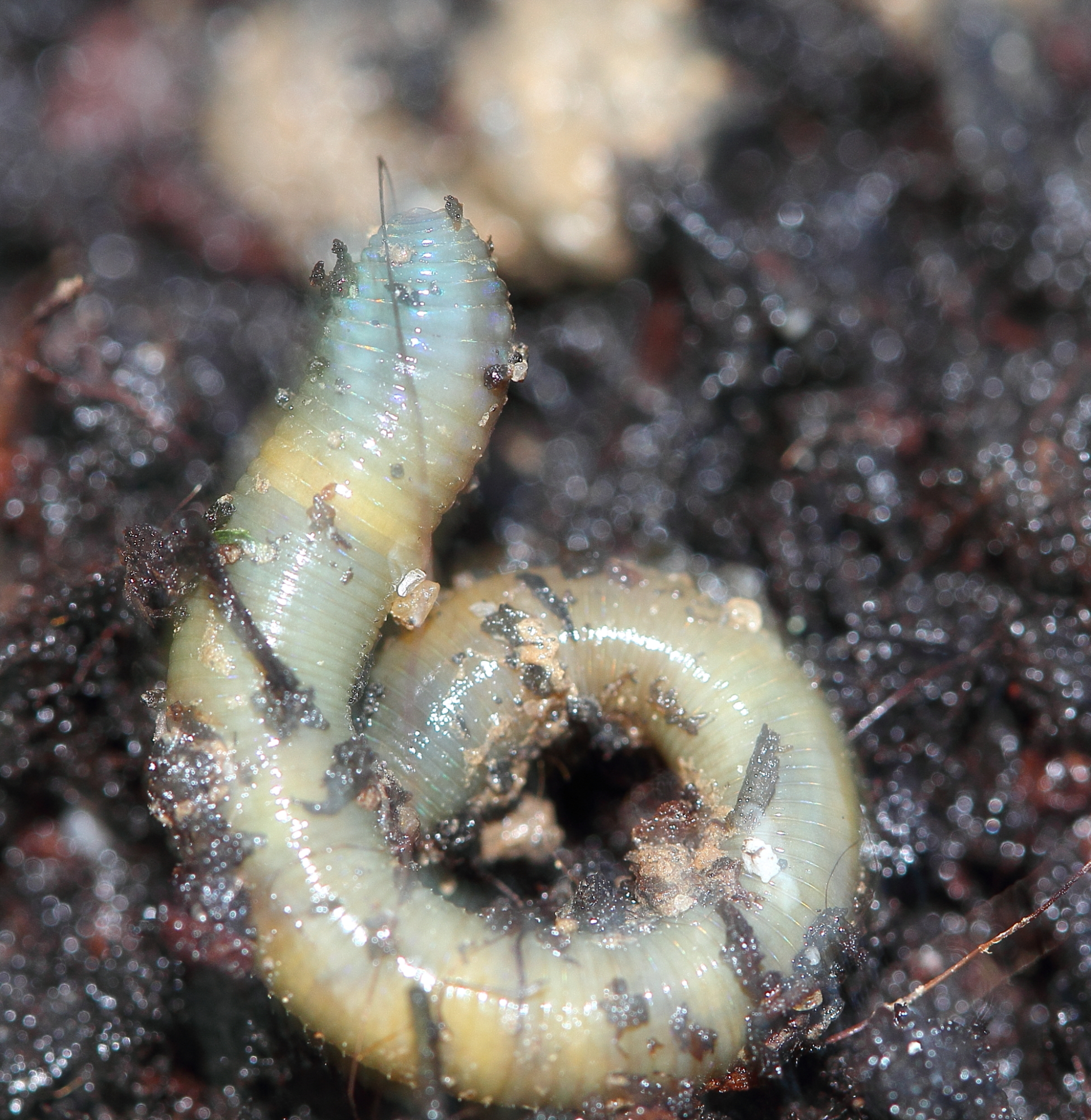
Allolobophora chlorotica is endogeïsch en graaft horizontale gangen.

Regenwormen danken hun naam aan het feit dat ze vooral te zien zijn als het regent en alleen dan over het bodemoppervlak kruipen. Regenwormen kunnen een regenbui waarnemen door de trillingen in de bodem die veroorzaakt worden door de vallende regendruppels. Een bekend misverstand over regenwormen is dat ze proberen te ontsnappen aan de regen omdat ze kunnen verdrinken als hun holletje volloopt. De regenworm leeft vaak in waterige omstandigheden zoals onder de grondwaterspiegel. Ze nemen zuurstof op door de dunne huid, het ademhalingsapparaat werkt echter ook onder water. Aangezien regenwater rijk is aan zuurstof hebben regenwormen niet veel te vrezen van een bui. Als echter zuurstofarm grondwater omhoog komt kan een regenworm verdrinken en zal naar de oppervlakte kruipen.
Regenwormen komen bovengronds tijdens een bui omdat ze regen verwarren met de trillingen van een vijand, zoals een gravende mol. Deze trillingen kunnen worden nagebootst door een stok in de grond te steken en deze te laten trillen. De regenwormen zullen dan massaal naar boven kruipen, ongeacht de weersomstandigheden. De regenworm kan zich zonder gevaar over land verplaatsen en ook de paring vindt bovengronds plaats onder natte weersomstandigheden. Regenwormen zijn veel gevoeliger voor uitdroging dan voor verdrinking. Een belangrijke vijand van de regenworm is het weer. Als het te droog is moeten de wormen dieper in de grond schuilen om niet uit te drogen. De worm manoeuvreert zijn lichaam in een balvorm en vormt een laagje uitwerpselen om het lijf zodat de worm in een soort cocon zit. Hier schuilt de regenworm tot betere tijden aanbreken. In de winter kruipen de wormen dieper in de bodem om aan bevriezing te ontkomen.

## Fossiele resten van regenwormen
De meeste soorten regenwormen produceren calcitische kristallijne korrels. Alle korrels producerende soorten bezitten daarvoor twee klieren dicht bij de kop waarin microkristallijne korrels worden aangemaakt met een grootte van 1–10 micrometer. Deze korrels worden vaak direct in de darm geloosd maar bij veel soorten worden zij in een ander deel van dezelfde klieren tot een aggregaat van korrels van maximaal ongeveer 2,5 millimeter grootte omgezet. De korrels worden uiteindelijk uitgescheiden: uitwerpselen die boven de grond worden afgezet kunnen er honderden van bevatten. Het is onbekend waartoe de korrels dienen maar er is wel een relatie gevonden met de hoeveelheid humus in de bodem: als er veel humus aanwezig is, dan worden meer korrels geproduceerd. Mogelijk dienen ze ter neutralisatie van humuszuren.
De korrels kunnen goed fossiliseren en worden dan ook veel in Kwartaire en Tertiaire sedimenten aangetroffen. Sommige afzettingen kunnen er enorme hoeveelheden van bevatten: in één geval werden 30.000 exemplaren per liter sediment geteld.
Door paleomalacologen werden de korrels vroeger foutief aangezien als de rudimentaire schelp van de naaktslakkenfamilie Arionidae. In een fossiele associatie van land- en zoetwatermollusken worden de regenwormkorrels namelijk vaak tezamen met de fossiele schelpen aangetroffen en van Arionidae is bekend dat inwendig onder het 'schild' soms korrelige structuren van kalk aanwezig zijn. Deze resten zijn echter weinig massief en fossiliseren niet. In de vijftiger jaren van de twintigste eeuw werd pas duidelijk dat dit inderdaad geen resten van naaktslakken maar van regenwormen waren. Deze publicatie is echter geruime tijd onopgemerkt gebleven waaraan in 1964 een eind kwam.

## De regenworm en de mens

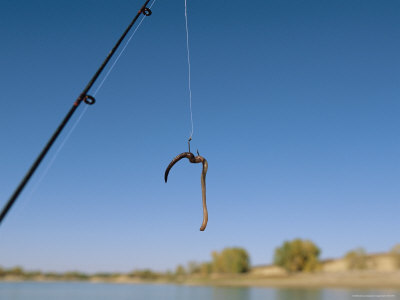
Regenwormen zijn populair als aas.

Regenwormen spelen een grote rol in de ecologie van de bodem en staan bekend als een van de belangrijkste natuurlijke bodemverbeteraars.
Ze spelen vooral een belangrijke biologische rol als afbrekers van dode resten. De regenworm is zeer belangrijk voor de afbraak van organisch materiaal (compostering). Hierbij wordt dood materiaal omgezet in humus en een humusrijke grond is belangrijk voor een goede plantengroei. Uitwerpselen van wormen bevatten soms 40% meer humus dan de bovenste grondlaag, waarin de regenworm leeft. Regenwormen trekken 's nachts bladeren, mest en ander dood organisch materiaal de grond in om later als voedsel te dienen en voor bekleding van het nest. De regenworm kan het voorstuk knopvormig laten opzwellen, waardoor de mond door een zuignap omgeven wordt. Met behulp van de keel zuigt de regenworm zich vast en trekt achteruitkruipend het blad de grond in. Uitscheidingen van de keelklieren bevorderen de vertering.
Het nut als opruimer werd wat genuanceerd door Duits onderzoek van de gewone regenworm; wormen zouden ook levende zaden en zaailingen eten. Dit vormt een potentieel gevaar voor planten uit gebieden waar de soort als exoot voorkomt; voor de meeste gebieden zijn ze echter wel nuttig.
Ook chemisch gezien veranderen de regenwormen de bodem; tegelijk met organisch materiaal eet de regenworm ook gronddeeltjes op. In de krop of farynx worden de gronddeeltjes door de daar aanwezige zandkorrels vermalen tot een fijne pasta, waardoor de mineralen voor de plant beter beschikbaar worden. Onderzoek in de VS heeft uitgewezen dat uitwerpselen van de regenworm tot vijfmaal meer stikstof, zevenmaal meer fosfaat en elfmaal meer kalium bevatten dan de omringende grond.
Geschat wordt dat regenwormen op deze manier in Nederlandse weidegronden 85 tot 170 kg organisch stikstof per hectare per jaar omzetten in mineraal stikstof (voor de plant opneembaar).
Als regenwormen in grote aantallen in kleigrond leven, kunnen ze een nadelig effect hebben op de bodem van akkerbouwgebieden. De slijmsporen van de regenwormen verharden (verkitten) waardoor grote klompen klei ontstaan die moeilijk van de te oogsten producten gescheiden kunnen worden. Ook wordt het ploegen in dergelijke grond moeilijker. Een mogelijke oplossing is het uitstrooien van brandkalk op het land, dit is een mengsel van calciumoxide en magnesiumoxide, wat de klei losser maakt. Op de regenwormen zelf heeft brandkalk geen effect.
Verschillende soorten worden gebruikt voor het afbreken van organisch afval in o.a. een wormenbak, dit wordt ook wel een vermicultuur genoemd. Het meest geschikt voor een wormenbak is Eisenia fetida, die duidelijk verschilt van de in de grond levende regenwormen.
Regenwormen worden over de gehele wereld verkocht als natuurlijke bodemverbeteraars. In 1980 werden bijvoorbeeld 370 miljoen wormen door de Verenigde Staten gekocht van Canada. Regenwormen worden tevens als aas bij het sportvissen gebruikt. Vooral de soorten Eisenia hortensis en Eisenia fetida zijn hiervoor geschikt. Deze regenwormen worden onder andere ook in België en Nederland gekweekt. Ten slotte zijn regenwormen ook een ideaal voer voor sommige vogels en een aantal in gevangenschap gehouden amfibieën, zoals salamanders.
De regenwormen, maar ook alle andere diepgravende aardwormen, spelen een grotere rol in de cultuur dan men op het eerste gezicht zou denken. Ze zijn niet alleen belangrijke bodemverbeteraars die de oogst kunnen vergroten maar ondergraven ook op de bodem liggende voorwerpen zodat deze in de bodem terechtkomen. Het kan dan gaan om stenen, die worden ondergraven en langzaam maar zeker in de bodem zakken, ook allerlei menselijke voorwerpen zoals sieraden en munten zijn dankzij de activiteit van regenwormen in de bodem terechtgekomen en zijn zo bewaard gebleven.

## Naamgeving en taxonomie

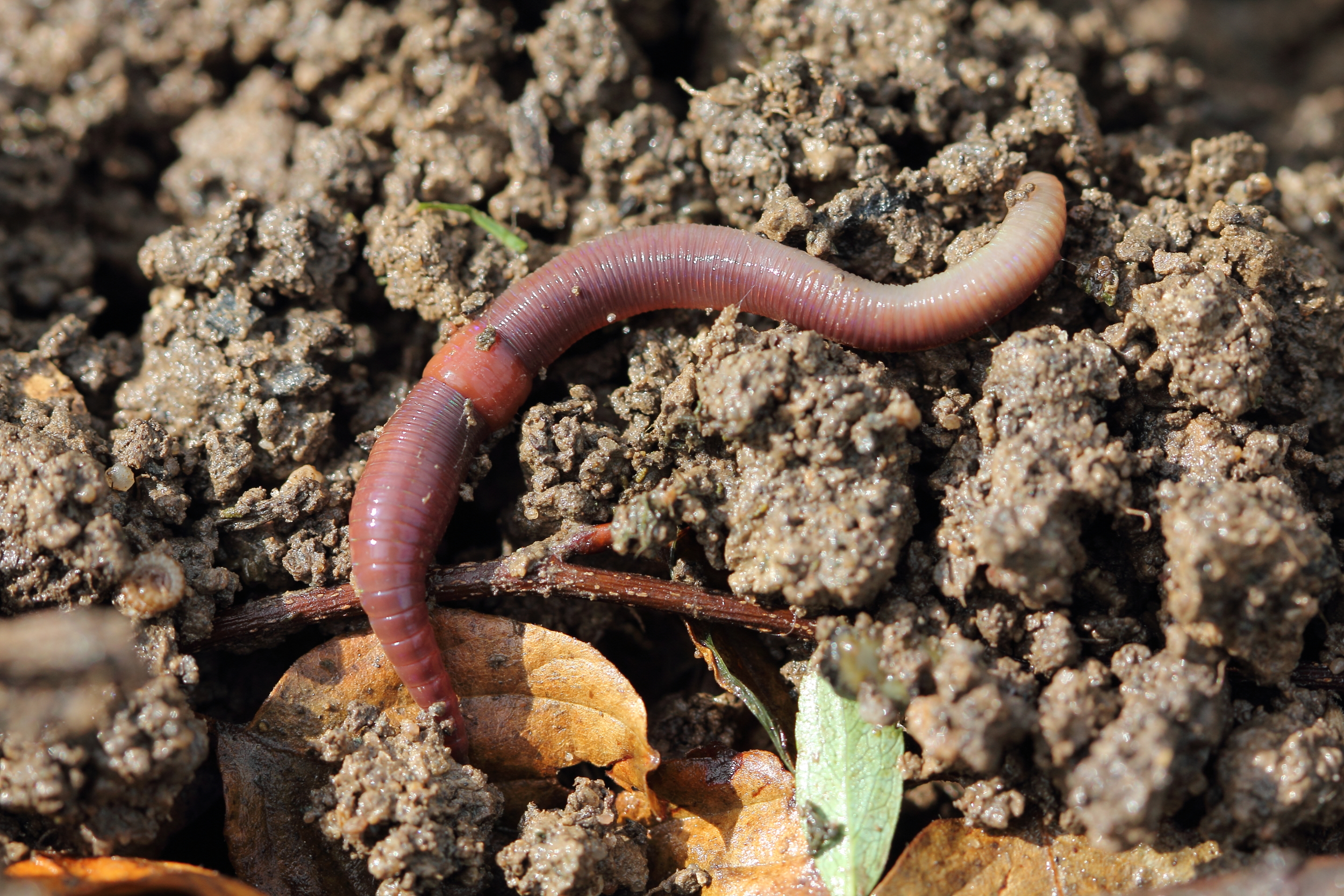
Lumbricus rubellus

De Nederlandse naam 'regenwormen' slaat op het feit dat de wormen voornamelijk na een regenbui te zien zijn. In de Nederlandse taal worden alleen de vertegenwoordigers van de familie Lumbricidae als regenwormen beschouwd, ook in de Duitse taal (Regenwürmer) is dit het geval. In de Engelse taal is de term 'regenworm' minder gebruikelijk, hier worden de meeste families, dus niet alleen de Lumbricidae, uit de onderklasse Oligochaeta met aardworm (earthworm) aangeduid. Er zijn ongeveer 670 soorten regenwormen, waarvan er 22 voorkomen in Nederland.
De wetenschappelijke naam van de groep waartoe de regenwormen behoren, Oligochaeta, verwijst naar de rijen kleine borstels op het lichaam. In vergelijking met andere wormen hebben regenwormenachtigen relatief veel minder borstels, oligo betekent 'weinig' en chaeta betekent 'borstels'. Een andere groep van ringwormen zijn de borstelwormen (Polychaeta) en deze wormen hebben juist veel borstels, poly betekent veel. De gewone regenworm heeft als wetenschappelijke naam Lumbricus terrestris en dit betekent letterlijk worm (Lumbricus) van de aarde (terrestris).
Regenwormen worden net als alle andere dieren in verschillende groepen ingedeeld, zoals stam, klasse en familie. De hoogste diergroep waartoe de regenwormen worden gerekend is de stam van de ringwormen (Annelida). De meeste ringwormen leven in zee, maar bepaalde groepen kunnen in zoet water of zelfs op het land leven. Regenwormen worden verder bij respectievelijk de klasse Clitellata of zadeldragers en de onderklasse Oligochaeta of borstelarme ringwormen ingedeeld. De vertegenwoordigers van de Oligochaeta die een segmentering van het lichaam hebben, zoals de regenwormen, worden verder tot de orde Haplotaxida gerekend.
De haplotaxiden zijn een gevarieerde groep van wormen, die zowel in het water als op het land leven. De terrestrische soorten leven altijd in vochtige omgevingen, zoals modder, mest of compost. De regenwormen (familie Lumbricidae) zijn slechts een van de meer dan tien families van de Haplotaxida. Andere bekende families zijn de Naididae, waartoe de beekslingerwormen uit het geslacht Tubifex behoren en de familie Enchytraeidae waartoe alle enchytreën (potwormen of witte wormen) worden gerekend. Soorten uit de familie Haplotaxidae zijn bewoners van grondwater en diepe meren, deze soorten zijn lang, tot dertig centimeter, maar zijn slechts enkele millimeters in doorsnede.
De verschillen tussen de families van de Haplotaxida zijn anatomisch gezien soms verstrekkend. Bepaalde lichaamsdelen komen niet voor of andere zijn juist extreem ontwikkeld. Een voorbeeld zijn de vertegenwoordigers van de familie Criodrilidae, die geen tyflosole hebben en tevens ontbreekt een spiermaag, ze bezitten echter wel een hoorn-achtige spermatofoor wat ongebruikelijk is bij ringwormen.
Andere niet direct aan de regenwormen verwante families lijken uiterlijk juist sterk op regenwormen, zoals de broze slibworm (Lumbricilus variegatus), die behoort tot de familie van de Lumbriculidae. Vertegenwoordigers van deze groep leven in zeer vochtige omstandigheden en zijn eerder aan te merken als waterbewonend dan bodembewonend. De soorten uit deze familie hebben echter geen duidelijk zadel of clitellum.

## In Nederland waargenomen soorten
- Genus: Allolobophora
  - Allolobophora chlorotica - (Groene regenworm)
- Genus: Aporrectodea
  - Aporrectodea caliginosa - (Gewone grauwworm)
  - Aporrectodea cupulifera - (Zuignapgrauwworm)
  - Aporrectodea icterica - (Boomgaardgrauwworm)
  - Aporrectodea limicola - (Watergrauwworm)
  - Aporrectodea longa - (Zwartkopgrauwworm)
  - Aporrectodea rosea - (Roze grauwworm)
  - Aporrectodea terrestris
  - Aporrectodea trapezoides
- Genus: Bimastos
  - Bimastos eiseni - (Veenstrooiselworm)
  - Bimastos rubidus - (Bosstrooiselworm)
- Genus: Dendrobaena
  - Dendrobaena attemsi - (Bosspartelworm)
  - Dendrobaena octaedra - (Achthoekige spartelworm)
  - Dendrobaena pygmaea - (Glasspartelworm)
  - Dendrobaena veneta
- Genus: Eisenia
  - Eisenia fetida - (Mestworm)
- Genus: Eiseniella
  - Eiseniella tetraedra - (Vierhoekworm)
- Genus: Helodrilus
  - Helodrilus oculatus - (Beekworm)
- Genus: Lumbricus
  - Lumbricus castaneus - (Kastanjeblauwkopworm)
  - Lumbricus festivus
  - Lumbricus friendi
  - Lumbricus rubellus - (Gewone blauwkopworm)
  - Lumbricus terrestris - (Grote blauwkopworm)
- Genus: Murchieona
  - Murchieona muldali
- Genus: Octolasion
  - Octolasion cyaneum - (Gewone geelstaartworm)
  - Octolasion lacteum - (Grauwe geelstaartworm)
- Genus: Proctodrilus
  - Proctodrilus antipai
  - Proctodrilus tuberculatus
- Genus: Satchellius
  - Satchellius mammalis - (Kleine boomworm)